# Cabernet sauvignon

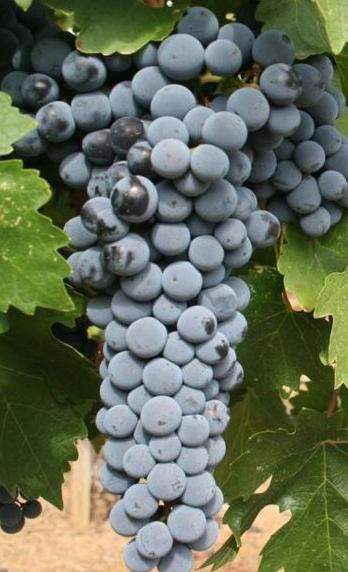
Cabernet sauvignon-klase

Cabernet sauvignon är en vindruva av arten Vitis vinifera. Det är den mest spridda blå druvan för vinframställning och är mest känd som en av druvorna i en så kallad Bordeaux-blend som tillverkas i Frankrike. Mer specifikt viner från västra Bordeaux, framför allt Médoc och Graves, där Cabernet Sauvignon är den primära druvan i blandningen tillsammans med huvudsakligen druvan Merlot samt även Cabernet Franc, Malbec och Petit Verdot (vanligen under 2% av blandningen). Cabernet Sauvignon är även vanligt förekommande i vin från USA (Kalifornien, Nappa Valley), Sydamerika, Australien och Sydafrika. I Nya världen står druvan antingen på egna ben (för sig själv), eller blandas med andra bordeauxdruvor eller med druvan syrah/shiraz.
Cabernet sauvignon är en liten druva med tjockt skal och med en speciell karakteristisk arom av svarta vinbär, paprika och cederträ. Vinerna gjorda på cabernet sauvignon har sträv smak, djup färg och stor lagringskapacitet.

## Historia
På 1700-talet gick druvan under namnet petite vidure i Bordeaux. Det är också i Bordeaux som druvan har sitt ursprung. Modern dna-analys visar att druvan i själva verket är en korsning av två andra Bordeauxdruvor, nämligen cabernet franc och sauvignon blanc. Således har druvsortens namn innehållit en ledtråd om dess föräldrar, utan att man insåg att så var fallet.
Dessutom så har man visat att cabernet sauvignon är nära släkt (halvsyskon) med både merlot och carmenère, som båda har cabernet franc som ena föräldern.

## Spridning
Även om det fortfarande odlas mer cabernet sauvignon i Bordeaux (i Frankrike) än någon annanstans i världen så är den den mest spridda blå druvsorten. Främsta orsaken till detta är nog dels det faktum att det är bordeauxvinernas stora druva och dels att den är lättodlad. Att den är anpassningsbar till olika klimat och ger bra karaktär var den än växer.
Cabernet sauvignon är framförallt vanlig i (listade i fallande ordning efter planterad areal): Bordeaux (Frankrike), Kalifornien (USA), Australien, Chile, Bulgarien, Rumänien, Languedoc-Roussillon (Frankrike), Moldavien, Argentina och Sydafrika.

## Doft och smak
Cabernet sauvignons druvor är som gjorda för att göra kvalitetsviner. Små druvor, många kärnor i förhållande till fruktköttet och inte minst ett tjockt skal. De resulterande vinerna har därför ofta mycket innehåll i form av extrakt (alla smakämnen), hög syra och mycket tanniner (garvsyra). Något som är förutsättningar både för att utvecklas under, och inte minst tåla, en lång lagring på flaska.
De mest framträdande arom- eller smakkaraktärerna är svarta vinbär, paprika, och gräs/cederträ. Andra vanligt förekommande karaktärer är plommon, örter och lakrits. För mogna viner framträder mer torkad frukt, tobak, kaffe och även stall.
Cabernet sauvignon delar paprika som arom-/smakkomponent med sin ena förälder cabernet franc och sin kusin merlot. Ofta brukar man säga att karaktären framträder främst vid låg mognadsgrad och då vid odling i kallare områden. Paprikatonen kan härledas till den enskilda substansen metoxyisobutylpyrazin (MIPD) och är lite av ett kännetecken för viner inom cabernetfamiljen.